# Jerikó
Jerikó (arabul أريحا [Aríhá], héberül יְרִיחוֹ [Yeriho] (kiejtéseⓘ), latinul Hiericus, görögül Ἱεριχώ) város Ciszjordánia területén, a Holt-tenger északi előterében, a Jordán folyó völgyében, a folyótól 8 km-re nyugatra, Jeruzsálemtől 35 km-re északkeletre. A 250 m-rel a tengerszint alatt elhelyezkedő Jerikó a Föld legmélyebben fekvő lakott települése. A világ egyik legrégebbi városaként tartják számon az ősi kereskedelmi és karavánutak mentén, a Jordán gázlójánál létrejött települést.

## Népesség

### Népességének változása
| Lakosok száma | 20 416 | 22 006 | 23 220 |
|               | 2006   | 2014   | 2016   |

## Története
Jerikó a közel-keleti újkőkorszak egyik legfontosabb lelőhelye (Tell-esz-Szultán). A legkorábbi emlékek az ún. Natúf-kultúra korából valók (i. e. 10. évezred). A letelepült életmód a település gyors expanziójához vezetett (i. e. 8300-7400). Az első település vadászok, halászok, gyűjtögetésből élő emberek kunyhóiból állt. Kb. i. e. 7000 körül, tehát abban az időben, amikor még fémeszközök sem voltak és az égetett agyagot sem ismerték, már városi település állt ezen a helyen, amelynek területe 3 hektár volt. Minthogy vízlelőhely közelében feküdt, alighanem fontos kereskedelmi gócpont volt. A Holt-tengerről való só és bitumen (szurok) cserélhetett itt gazdát türkizért, a porceláncsiga kagylójáért és obszidiánért (ebből a vulkáni üvegből szerszám készült). A város lakói meggazdagodtak és fallal vették körül városukat, védelmül a szomszédok és a vadállatok ellen, melynek vastagsága néhol az 1,75 métert is elérte. A várost még az i. e. 7. évezredben ellenséges kezek lerombolták, de utána többször újjáépült. Napjainkban is látható a nyugati oldalon az 5,75 m magas kőfal, a világ legkorábbi ilyen építménye. A nyugati oldalon feltártak egy, a fal belső oldalához csatlakozó kőtornyot. A településen ekkor közel 2000 ember élhetett. A következő korszak (i. e. 7400-5800) leghíresebb leletei azok az emberi koponyák voltak, amelyeken fehér agyagból rekonstruálták az arcvonásokat. A koponyák talán az ősök kultuszát jelzik. Az i. e. 5. évezred vége előtt valamilyen katasztrófa nyomán a város hosszú időre eltűnt a történelem süllyesztőjében. A városi civilizáció a korai bronzkorban alakult ki újra. I. e. 2300 körül új betelepülők, az amurrú törzsek érkeztek a területre. A középső bronzkor folyamán (i. e. 2100-1550) háromszor újították meg a falakat, és a hükszószok idején árokkal is körülvették a várost, melyet i. e. 1550 körül I. Apepi fáraó elpusztított.

### Az izraelita Jerikó
Jerikó i. e. 1500 körül elpusztult. Ezt a bibliai hagyomány kapcsolatba hozza az izraeli törzsek korai bevándorlásával. Józsué könyve (5,6) írja le Jerikó bevételét, mely szerint „amikor meghallotta a nép a kürt szavát, hatalmas harci kiáltásban tört ki, és a (város) kőfala leomlott.” 
A Bibliában a királyok első könyve 16. fejezetében említik, hogy a i. e. 9. században Acháb uralkodása idején a bétheli Hiél építette újjá Jerikót.
Próféta "fiak" (tanítványok) voltak Jerikó vidékén Illéssel és Elizeus prófétával együtt. Illés elragadtatása a közelben történt a Jordán folyónál. 
A város története a babiloni fogság kezdetéig tartott.
A fogság után az izraeliták újra letelepedtek Jerikóban, de a város akkor már 2 km-rel távolabb épült fel. Jerikót nagyszerű kertjei miatt – mely balzsamfái (Commiphora) nagy bevételt jelentettek – Antonius Kleopátrának adományozta, ő pedig Heródesnek adta el.

### Jézus korában
A város Jézus idejében jelentős hely volt. Akkoriban Jerikó egész Palesztina legtermékenyebb, és legkellemesebb vidéke volt. Sztrabón szerint Jerikó körül mintegy száz stádiumnyi körzetben pálmaerdő volt, és balzsamkertek is virultak, amelyekből a gyógyszerként is alkalmazott balzsamgyantát nyerték. Az itt termett gyantát és gyümölcsöket drága pénzen el tudták adni, ezért Iosephus Flavius különös isteni ajándéknak nevezi ezt a vidéket. A zsidó húsvéti ünnepek alkalmával  itt találkoztak a Pereából és Galileából Jeruzsálembe zarándokló zsidók. Fontos kereskedelmi utak mellett épült, ezért igen sok vámos is tartózkodott a városban és székhelye volt egy vámbiztosnak is. Jerikóban történt, hogy Jézus Zákeushoz,  a vámosok vezetőjéhez tért be vendégségbe.( Lukács 19:1,2) Ezen a szubtrópikus tájon építette fel Heródes luxuspalotáját, és a várost pazar fürdőhellyé fejlesztette. Amifiteátrum, lóversenytér, mesterséges tavakkal díszített óriási park vonzotta az embereket a híres oázis-városba. Kyprosz hegyi erődítményének árnyékában állt Heródes téli palotája.

### Jézus után
A várost a zsidó felkelés után a rómaiak lerombolták i. sz. 70-ben. Hadrianus császár idejében azonban újjáépült.
Nagy Konstantin idejében gyorsan terjedt itt a kereszténység. Püspöki székhely, püspöke részt vett a niceai zsinaton is 325-ben.
A bizánci korban számos templom és kolostor épült a városban és környékén. Majd a perzsák lerombolták és ezután a hely már csak hanyatlott.
A középkori keresztesek egy újabb települést a mai város helyén építettek fel, de a latin királyság pusztulásával sorsa újra megpecsételődött. Ezután a 19. századig szinte lakatlan volt a terület. Egy szegényes arab település csak a jordániai vezetés idején indult fejlődésnek. A 20. század közepén a zsidók elől menekülő arabok megsokszorozták a lakosainak számát, majd a legtöbb arab 1967-ben továbbmenekült.

### A mai város
Izrael 1967-ben, az ún. hatnapos háborúban Jerikót is elfoglalta, majd ez volt az első város, melyet az 1994-ben, Oslóban kötött egyezmény alapján átadott a Palesztin Hatóságnak. Így Jerikó 2005. március 16-án került újra palesztin ellenőrzés alá a 2005 februárjában, Sarm es-Sejkben megkötött egyezmény – amely lezárta a második intifádát – szerint is. Az izraeli hadsereg azonban továbbra is fenntart ellenőrző pontokat a stratégiailag fontos útkereszteződésekben.
Jerikóban található az a börtön, ahol egy izraeli-palesztin egyezmény alapján 2002 óta Ahmad Saadat, a Palesztin Felszabadítási Népfront vezetője ül, akit az izraeli kormány Rechavam Ze'evi turisztikai miniszter megöléséért tett felelőssé. Az egyezmény betartását brit és amerikai megfigyelők felügyelték, akik azonban 2006. március 14-én eltávoztak. Röviddel ezután az izraeli hadsereg megostromolta a börtönt, ennek következtében megújultak a palesztin tiltakozó megmozdulások és a nyugati államok polgáraival szembeni túlkapások.

## Régészeti feltárások
Az első ásatásokat Charles Warren végezte 1868-ban. Ernst Sellin és Carl Watzinger ásta ki Tell esz-Szultánt  1907 és 1909 között,  Túlul Abu el-Alajikot 1911-ben, s nagyon gazdag leletekhez jutottak.
1930 és 1936 között John Garstang vezetett ásatásokat és arra a felismerésre jutott, hogy a várost a kőkorszak végén, még az agyagművesség feltalálása előtt alapították. Majd 1952 és 1958 között Kathleen Kenyon végzett nagyszabású feltárást modern technikával, melynek eredményeként kiderült, hogy az ún. "D" város kettős téglafala nem a késő bronzkorból való (kb. i. e. 1550-1200), hanem az i. e. harmadik évezredből és így semmi köze sincs a zsidók honfoglalásához. (Garstang még úgy gondolta, hogy ezt a falat rombolta le Józsue.) A mélyebb rétegek kutatása azt bizonyította be, hogy a hely története már az i. e. 8. évezredben kezdődik.
Hellenisztikus, illetve római kori története a Abu el-Alajikon nevű lelőhelyen követhető nyomon, ahol Hasmoneus és Nagy Heródes kori paloták, fürdők és kertek kerültek elő.

## Gazdaság
A város lakosainak száma napjainkban kb. 25.000 fő. Környékén banán-, narancs-, citrom-, grépfrút-, gránátalma-, datolya- és zöldségtermesztés folyik. Turisztikai központ.

## Turizmus
Turistaorientált város, a Palesztin Hatóság komoly lépéseket tesz annak biztosítása érdekében, hogy Jerikó biztonságos hely maradjon. A városban állandó turisztikai rendőrség van jelen, és sokan beszélnek angolul.
Nevezetességei: 
- Tell esz-Szultán (wd) (az Elisá-forrás melletti 21 m magas domb mélyén 23 – egymás fölé épült – település maradványait tárták fel),

az UNESCO Világörökség része, a világ legrégebbi, ismert erődített városának maradványai. A helyszín Jerikó központjától két kilométerre északnyugatra található.
- Tulul Abu el-'Alajik (wd), a hasmoneusok és Heródes téli palotájának romjai

A paloták a Hasmoneus-dinasztia és Nagy Heródes fényűző életmódjának bizonyítékai. Voltak itt úszómedencék, nyilvános fürdőházak, díszkertek és gyümölcsösök. A paloták kb. 30 km-re voltak Jeruzsálemtől, az ókori római út mentén. Jerikó központjától kb. 3 km-re nyugatra fekszik.

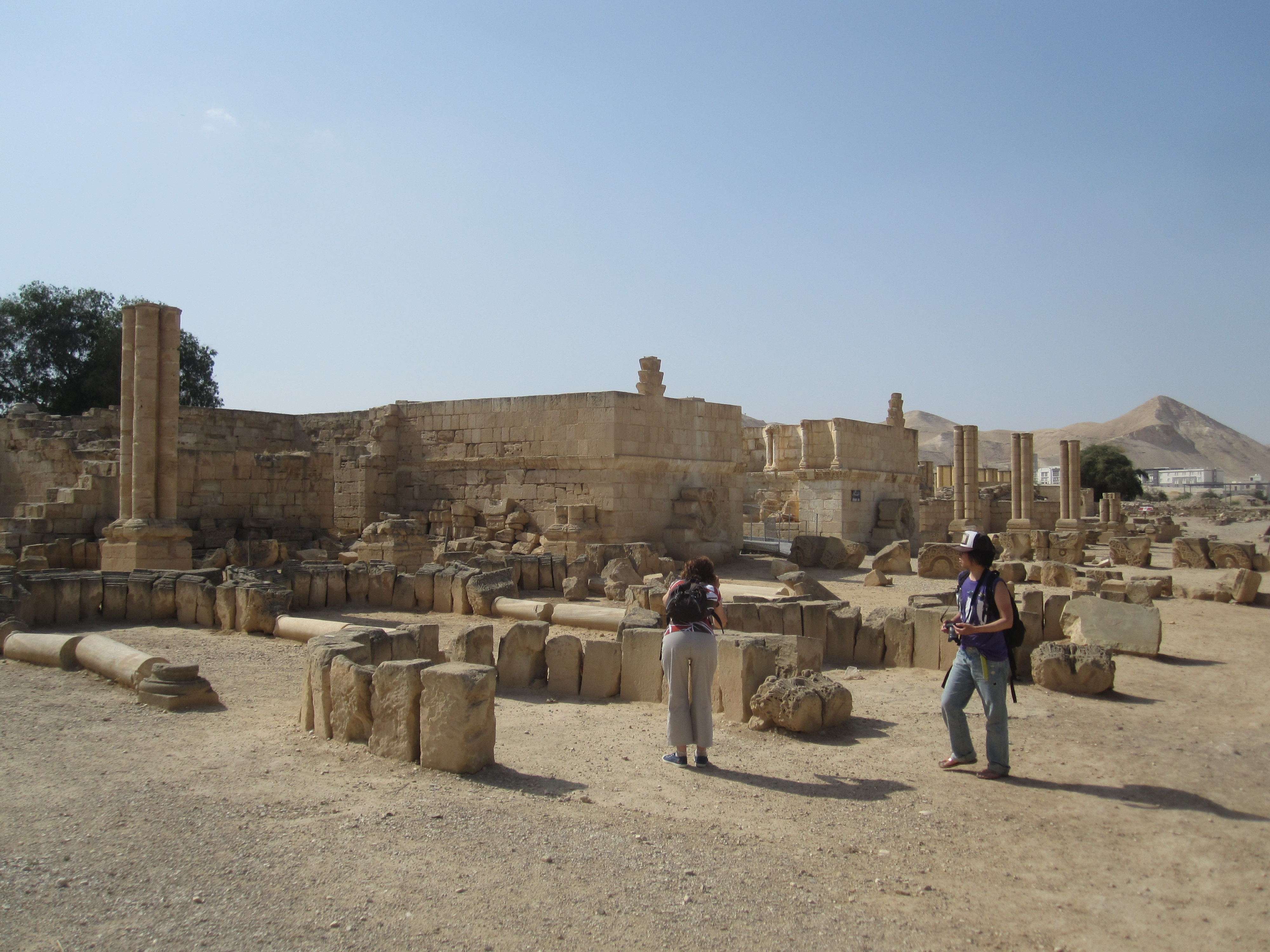
A Hisám-palota romjai

- Hisám-palota (8. sz.) (wd) maradványai. Más néven Khirbat al-Mafjar (خربة المفجر).

Valószínűleg Hisham kalifa vagy utódja, II. al-Walid uralkodása alatt készült el, 743 körül. Alig néhány évvel a megépítése után az építményt egy földrengés tönkretette és elhagyták.
Jerikó városközpontjától 3 km-re északra fekszik.
- A megkísértés hegye (wd) (Mountain of Temptation) egy görög ortodox kolostorral (Deir el-Qarantal Monastery) (wd)

A hagyomány alapján ezen hegy egyik barlangjában tartózkodott Jézus hosszú böjtjének ideje alatt és utána a hegy tetején kísértette meg a Sátán.
Jézus böjtjének barlangját már a 4. században kápolnává alakították át. Szent Khariton  remeteséget (laurát) építtetett itt, amelyben néhány szent élt. A keresztes hadjáratok idején katolikus, majd a késő oszmán időszakban ortodox kolostor létesült itt.
1998 óta a hegyet felvonó köti össze az ókori Jerikó maradványait őrző Tell-lel.
A környéken:

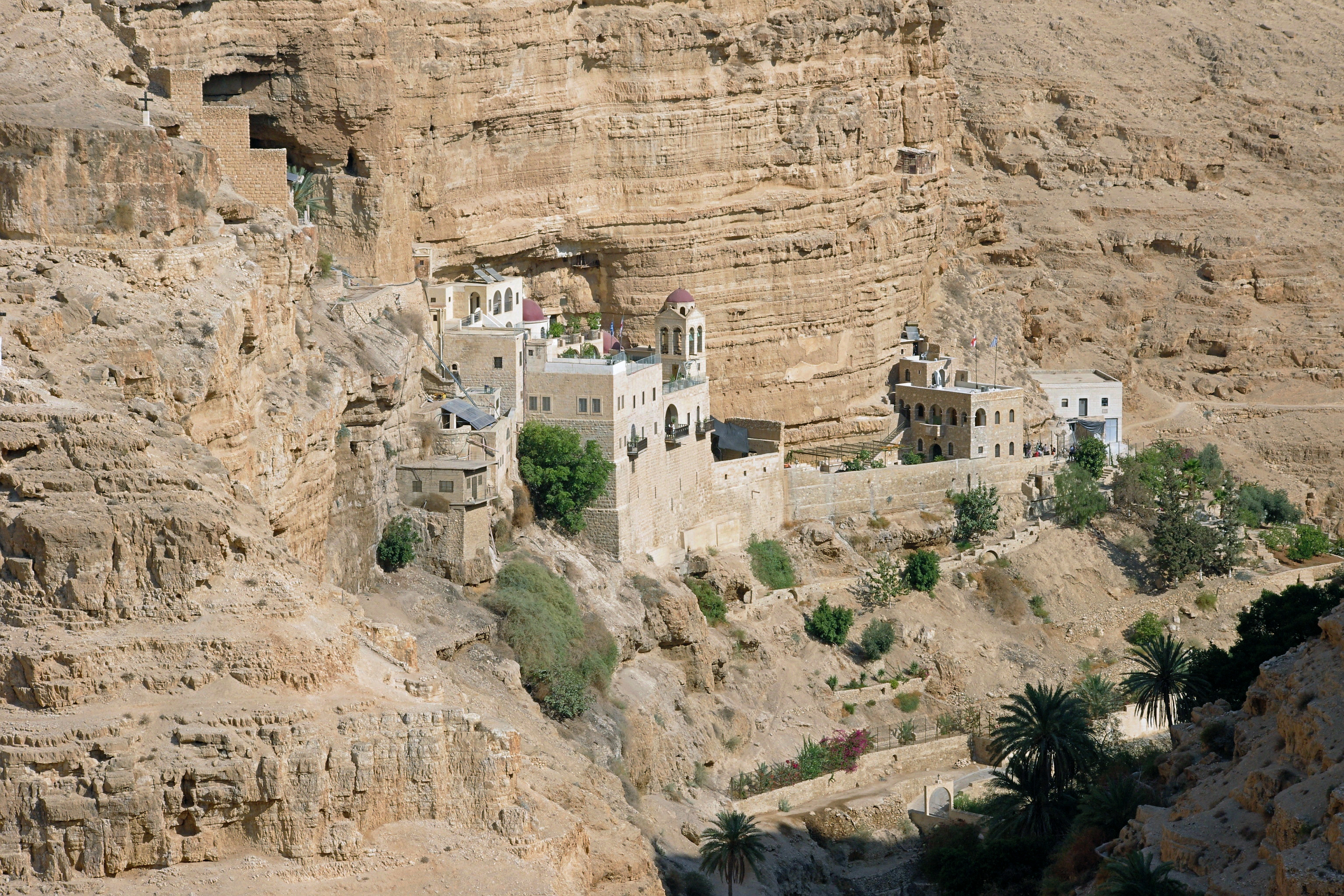
A Szt. György kolostor

- Jézus megkeresztelkedésének helye (wd) a Jordán folyónál (Qasr al Yahoud / Jesus' Baptismal site)
- Szt. György (ortodox) kolostor (wd) (St. George's Monastery) a Qelt-vádi mentén

A kolostor vasárnap és bizonyos ünnepnapok kivételével mindennap 9 és 13 óra között tart nyitva. A látogatáshoz szigorú öltözködési szabályok vannak.
- Nabi Musa (wd), Mózes feltételezett sírja
- Monastery of Gerasimus of the Jordan (görög ortodox kolostor)
- A kumráni barlangok, ahol a Holt-tengeri tekercseket megtalálták és Kumrán ókori, esszénusok lakta romterülete (archeológiai terület).

## Éghajlat
| Hónap                           | Jan. | Feb. | Már. | Ápr. | Máj. | Jún. | Júl. | Aug. | Szep. | Okt. | Nov. | Dec. | Év   |
| ------------------------------- | ---- | ---- | ---- | ---- | ---- | ---- | ---- | ---- | ----- | ---- | ---- | ---- | ---- |
| Átlagos max. hőmérséklet (°C)   | 19,0 | 20,6 | 24,4 | 29,5 | 34,4 | 37,0 | 38,6 | 38,0 | 35,8  | 32,7 | 28,0 | 21,4 | 30,0 |
| Átlagos min. hőmérséklet (°C)   | 4,4  | 6,0  | 9,6  | 13,6 | 18,2 | 20,2 | 21,9 | 21,1 | 20,5  | 17,6 | 16,6 | 11,6 | 15,2 |
| Átl. csapadékmennyiség (mm)     | 59   | 44   | 20   | 4    | 1    | 0    | 0    | 1    | 2     | 3    | 5    | 65   | 204  |
| Forrás: [Arab Meteorology Book] |      |      |      |      |      |      |      |      |       |      |      |      |      |